# Przedrost (leśnictwo)
Przedrost – drzewo nieznacznie starsze i wyższe od otaczających go innych drzew (najczęściej) tego samego gatunku. Przedrost podobnie jak rozpieracz ma tendencję do zagłuszania innych drzew w swoim otoczeniu – jest silniej rozwinięty. Przedrosty pochodzą najczęściej z samosiewu, wyróżnia się je w uprawach i młodnikach.
Zobacz też:
- rozpieracz
- przerost
- podrost